# Gmina Osiek (Powiat Starogardzki)

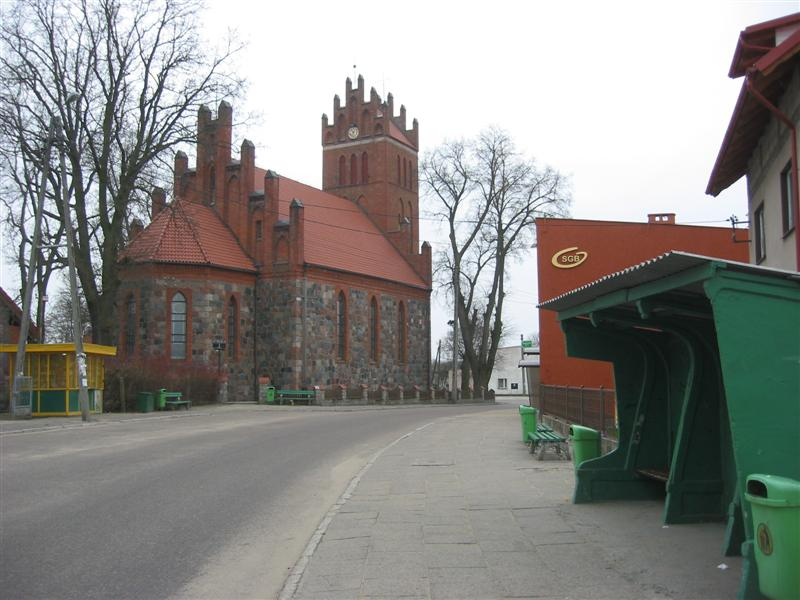
Kirche in Osiek

Die Gmina Osiek ist eine Landgemeinde im Powiat Starogardzki der Woiwodschaft Pommern in Polen. Ihr Sitz ist das gleichnamige Dorf (deutsch Ossiek, kaschubisch Òsek).

## Gliederung
Zur Landgemeinde (gmina wiejska) Osiek gehören zwölf Orte (deutsche Namen, amtlich bis 1945) mit einem Schulzenamt (sołectwo):
- Bukowiny (Ferdinandshöhe)
- Cisowy
- Jeżewnica (Kronfelde)
- Karszanek (Karschenken)
- Kasparus (Kasparus)
- Lisówko (Fuchshöfchen)
- Markocin (Markoschin)
- Osiek (Ossiek)
- Radogoszcz (Radegast)
- Skórzenno (Skorzenno)
- Suchobrzeźnica  (Birkenfließ)
- Wycinki (Wittschinken)

Weitere Ortschaften der Gemeinde ohne Schulzenamt sind:
- Błędno
- Dębia Góra (Dembiagora)
- Długolas
- Dobry Brat
- Frąca
- Gęby (Gembie)
- Głuche (Glucha)
- Grabowiec
- Jasieniec
- Jaszczerek
- Jaszczerz
- Komorze
- Łuby (Lubba)
- Okarpiec
- Osiek-Pole
- Piecki
- Pieczyska (Pieschiska)
- Recice
- Skrzynia (Aalfang)
- Szlaga-Młyn
- Trzebiechowo (Augusthof)
- Udzierz
- Wierzbiny (Wiersbinnen)
- Wycinki Małe (Klein Wittschinken)
- Wymysłowo (Wimislowo)
- Zdrójki
- Żurawki

## Veranstaltungen
In Ossiek findet jedes Jahr im August ein internationales Gospel-Festival statt.